# أندريا ر. وود
أندريا ر. وود (بالإنجليزية: Andrea R. Wood) هي محامية وقاضية أمريكية، ولدت في 2 مارس 1973 في سانت لويس في الولايات المتحدة.